# کاللیو

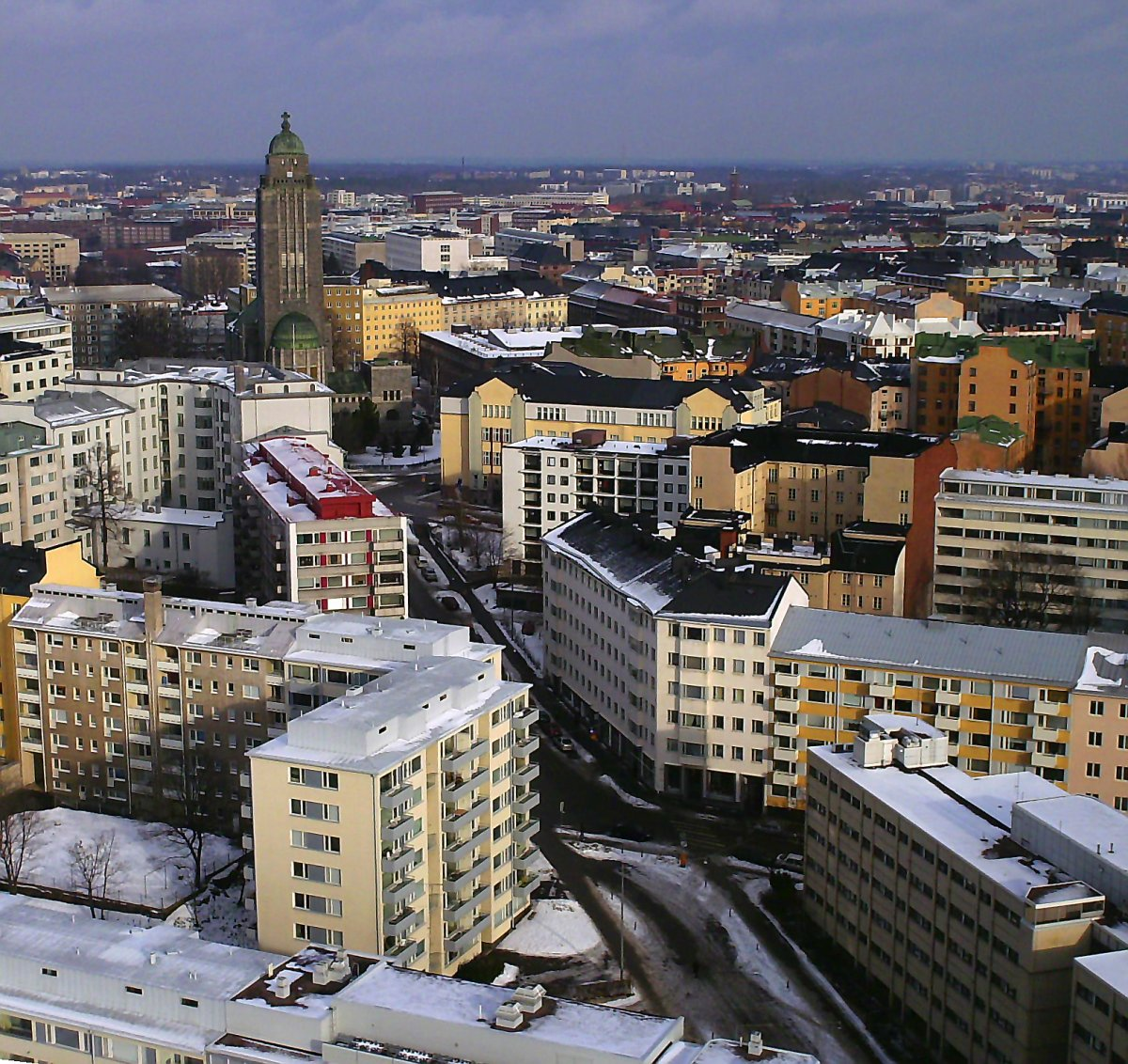
نمای هوایی از مرکز کالیو

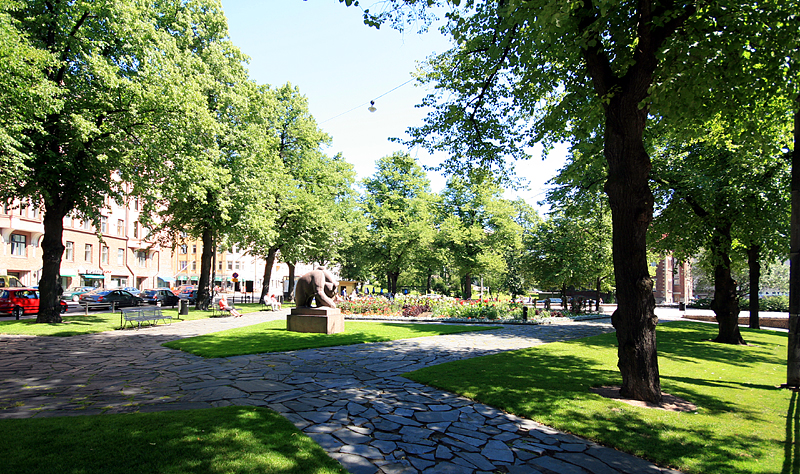
کارهوپویستو

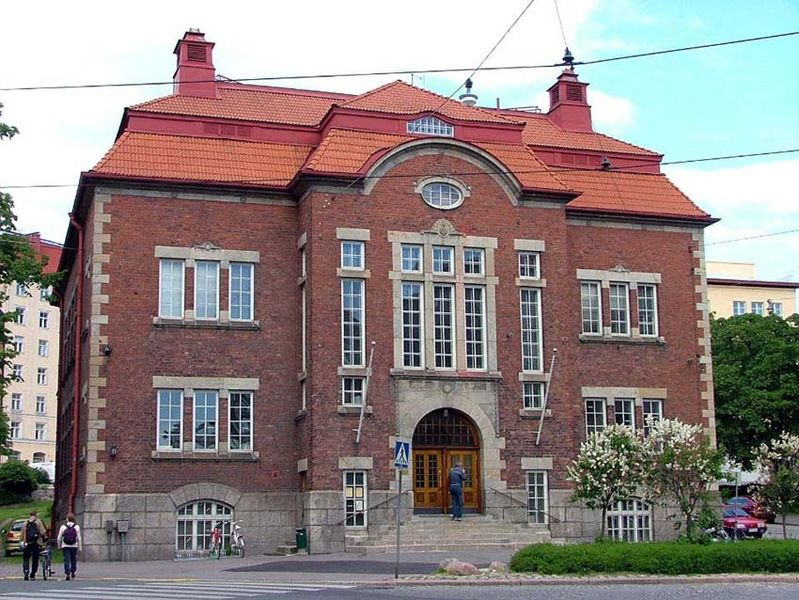
کتابخانه کاللیو (۱۹۱۲)

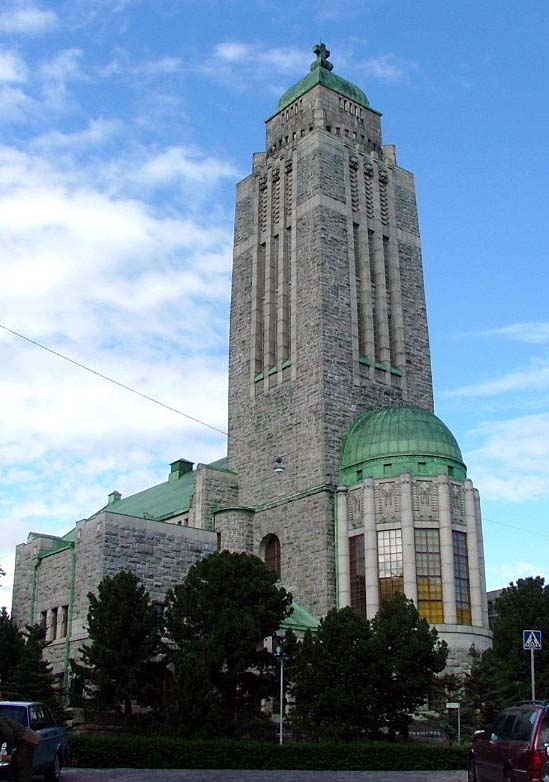
کلیسای کاللیو، طراحی شده توسط لارش سونک و ساخته شده در سال‌های ۱۹۰۸–۱۹۱۲. مدرسه معماری فنلاند ملی‌گرایی رمانتیک فنلاند و همچنین تغییری به هنر نو است.

کالْلیُو (فنلاندی: [ˈkɑl:io]; سوئدی: Berghäll، به معنای صخره) ناحیه و محله‌ای در هلسینکی، پایتخت فنلاند است که در سمت شرقی شبه جزیره هلسینکی در حدود یک کیلومتری شمالی از مرکز شهر واقع شده‌است. کاللیو از پرجمعیت‌ترین مناطق فنلاند است. این ناحیه توسط تنگه سیلتاساری از مرکز شهر جدا می‌شود که بر روی آن پلی به نام پیتْکه‌سیلْتا (پل طولانی) قرار دارد. به‌طور سنتی، این پل نمادی از شکاف بین مرکز مرفه و مناطق بیشتر کارگرنشین در اطراف کاللیو است.

## پیشینه
پس از تشکیل مرکز جدید در قرن ۱۹، هلسینکی به سمت شمال گسترش یافت. با صنعتی شدن شهر در دهه ۱۸۶۰ در هلسینکی در منطقه کارگری کاللیو، عمدتاً کارگران کارخانه ساکن شدند. امروزه، بسیاری از خانواده‌های طبقه کارگر مدت‌ها پیش به‌عنوان معمول‌ترین ساکنان کاللیو جای خود را به جوانان و سالمندانی داده‌اند که به تنهایی زندگی می‌کنند، در فرآیندی که می‌توان آن را نوعی اعیان‌نشین شدن تعبیر کرد. در این ناحیه اکثر آپارتمان‌ها کوچک هستند و اجاره‌ها معمولاً کمتر از سایر نقاط در مرکز هلسینکی است که تا حدودی دلیل محبوبیت این منطقه در بین دانشجویان و هنرمندان است.

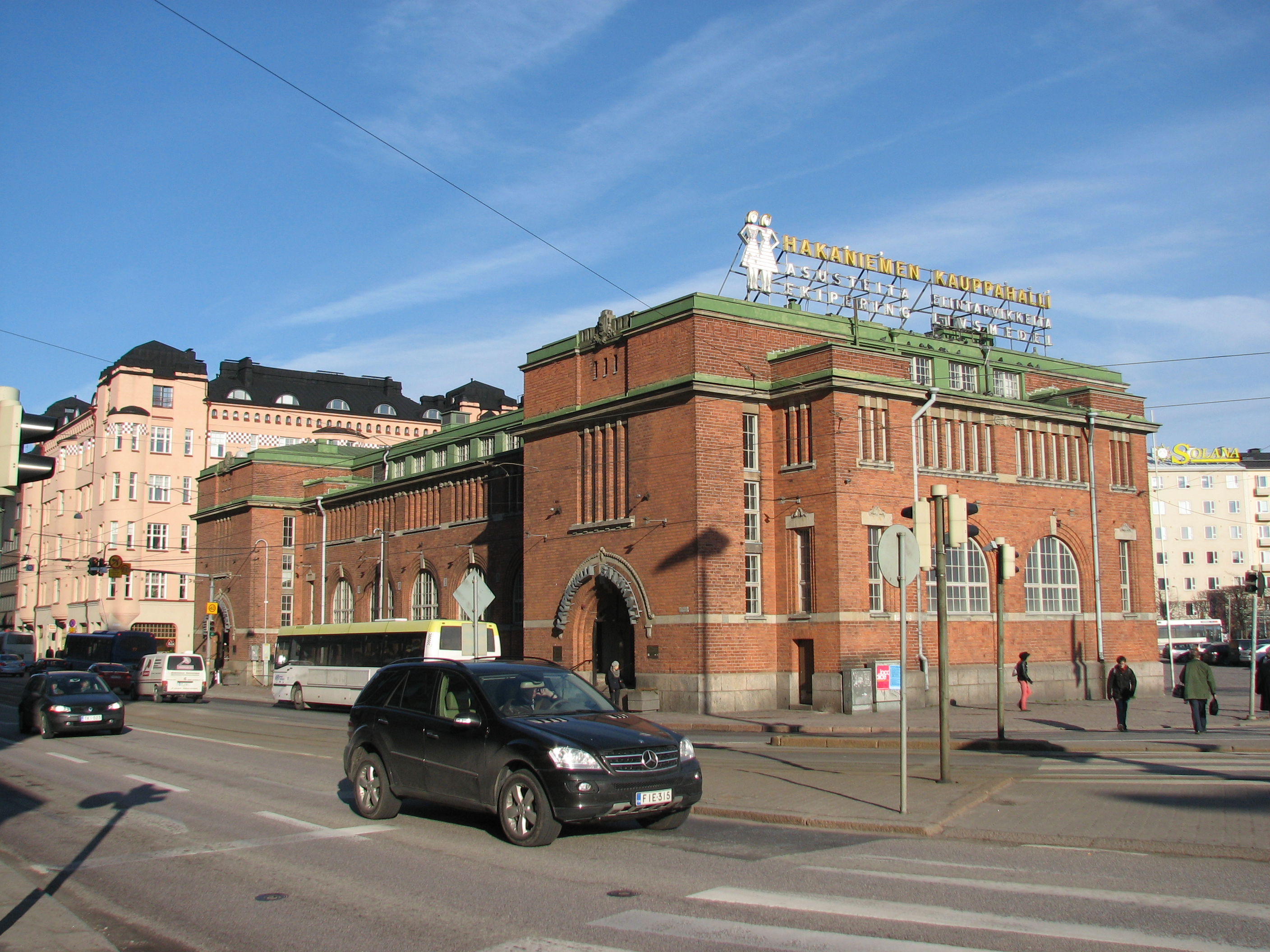
بازار هاکانیمی (۱۹۱۴)